# Leptometopa latipes
Leptometopa latipes är en tvåvingeart som först beskrevs av Johann Wilhelm Meigen 1830.  Leptometopa latipes ingår i släktet Leptometopa och familjen sprickflugor. Arten är reproducerande i Sverige. Inga underarter finns listade i Catalogue of Life.